# Фондача (Модена)
Фондача је насеље у Италији у округу Модена, региону Емилија-Ромања.
Према процени из 2011. у насељу је живело 110 становника. Насеље се налази на надморској висини од 705 м.